# Узень-Баш
Узень-Баш (укр. Узень-Баш, крымскотат. Özen Baş, Озен Баш) — река на Южном берегу Крыма, в ущелье Яман-Дере, на территории городского округа Алушта.

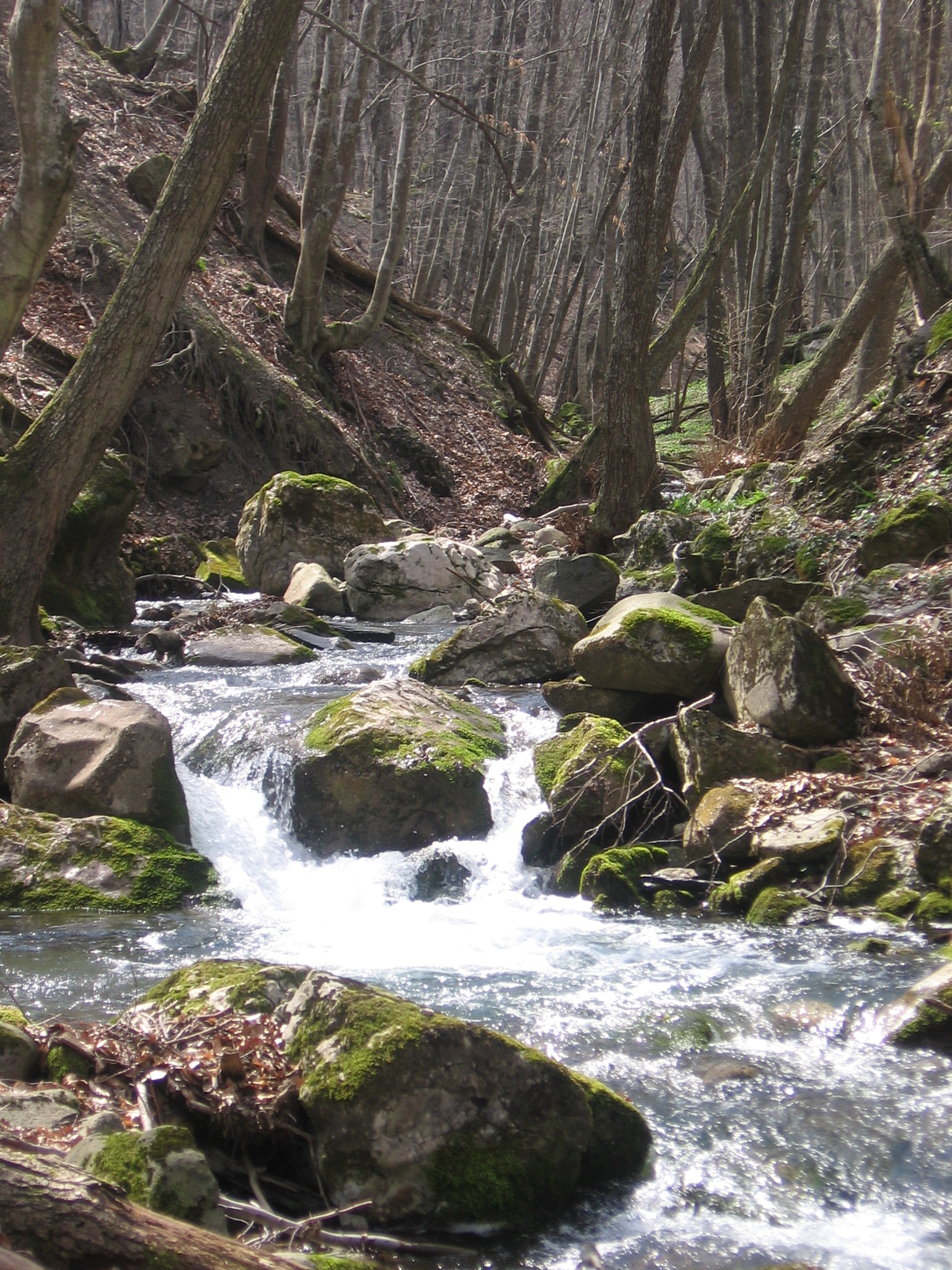
Река Узень-Баш весной

С крымскотатарского название Узень-Баш означает «начало реки», özen — «река», baş — «начало». Во многих источниках Узень-Баш считается одной, совместно с Улу-Узенем, Рухлов, Суперанская а за ними современные карты выделяют Узень-Баш в отдельную правую составляющую Улу-Узеня.
Узень-Баш берёт начало из родника Бер-Бер-Богаз-Чокрак (в одноимённой пещере) в ущелье Яман-Дере на северном склоне Бабуган-яйлы на высоте около 600 м. Течёт по очень крутому ущелью, немного ниже истока находится водопад Головкинского. Расход воды, ниже водопада Головкинского, измеренное самим Головкинским, составляло на 1892 год 452648 вёдер в сутки, по измерениям Рухлова — 228530 вёдер (около 64 и 32 м³/с соответственно). Имеет ряд притоков: Ахта-Шлар (справа, питаемый водой из источника с тем же названием), Ахта-Шлар восточный (условное название безымянного левого притока), Хайрахташ-Дере (справа). Слияние рек Узень-Баш и Сафун-Узень образует реку Улу-Узень, которая впадает в Чёрное море. Высота устья — 208 м над уровнем моря.